# Latour-de-France
Latour-de-France (tiếng Occitan: La Tor de Triniac, La Tor de França) là một xã ở tỉnh Pyrénées-Orientales trong vùng Occitanie, phía nam nước Pháp. Xã này nằm ở khu vực có độ cao trung bình 85 mét trên mực nước biển.